# Didymanthus roei
Didymanthus roei là loài thực vật có hoa thuộc họ Dền. Loài này được Endl. mô tả khoa học đầu tiên năm 1839.